# Броненосці типу «Амміральйо ді Сан-Бон»
Броненосці типу «Амміральйо ді Сан-Бон» (італ. Classe di Ammiraglio di Saint-Bon), також знані як Броненосці типу «Емануеле Філіберто» (італ. Classe Emanuele Filiberto) — серія пре-дредноутів Королівських ВМС Італії. 

## Історія створення
Броненосці типу «Ре Умберто» вийшли вдалими, але надто дорогими кораблями. Італія не могла собі дозволити побудову великої кількості таких кораблів. Головним опонентом Бенедетто Бріна був адмірал Сімоне де Сан-Бон.
Учергове ставши військовим міністром, він висунув концепцію, що основним типом італійського броненосця має бути корабель середніх розмірів, який мав би легшу та скорострільнішу артилерію, ніж «Ре Умберто».
Після смерті Сан-Бона один з кораблів отримав його ім'я.

## Представники
| Назва                                           | Верф                                                                  | Закладений         | Спущений на воду     | Вступив у стрій     | Доля                                                            |
| ----------------------------------------------- | --------------------------------------------------------------------- | ------------------ | -------------------- | ------------------- | --------------------------------------------------------------- |
| «Амміральйо ді Сан-Бон» Ammiraglio di Saint Bon | Арсенал Венеції                                                       | 28 липня 1894 року | 29 квітня 1897 року  | 24 травня 1901 року | Виключений зі складу флоту 18 червня 1920 року, зданий на злам  |
| «Емануеле Філіберто» Emanuele Filiberto         | «Cantiere navale di Castellammare di Stabia», Кастелламмаре-ді-Стабія | 5 жовтня 1893 року | 29 вересня 1897 року | 16 квітня 1902 року | Виключений зі складу флоту 29 березня 1920 року, зданий на злам |

## Конструкція

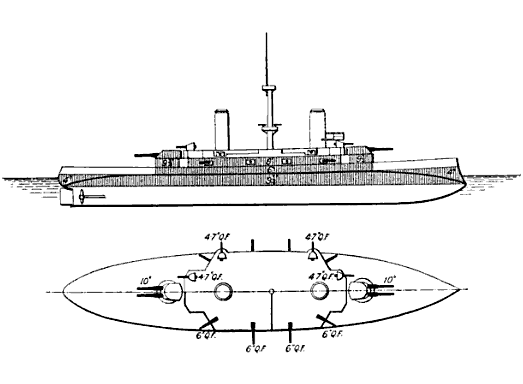

Броненосці типу «Амміральйо ді Сан-Бон» мали багато спільних раз із попереднім типом - плоский напівбак, високий каземат посередині корпусу, одну щоглу, та строгу симетрію.
Після смерті Сан-Бона Бенедетто Брін вніс в конструкцію лише незначні зміни.
Водотоннажність їх була на 4500 т менша, вони були краще захищені при тій же площі бронювання товщина пояса та башт досягала 250 мм. Але платою за це стало зменшення головного калібру з 343 до 254 мм і швидкості на 2 вузли.

## Характеристика
Броненосці типу «Амміральйо ді Сан-Бон» не виправдали покладених на них сподівань. Їхнє озброєння виявилось занадто слабким для ескадрених броненосців.
Але на їх основі були створені дуже вдалі броненосні крейсери типу «Джузеппе Гарібальді». Вони зберегли основні риси броненосців типу «Амміральйо ді Сан-Бон» - силует, схему бронювання, розташування артилерії. Ці крейсери були настільки вдалими, що значну їх частину купили інші держави.